# هاري إتش. بيترسون
هاري إتش. بيترسون هو محامي وسياسي أمريكي، ولد في 12 أبريل 1890، وتوفي في 23 يناير 1985 بسبب سكتة دماغية. نشط حزبياً في الحزب الديمقراطي.